# Хелотес (Тексас)
Хелотес (енгл. Helotes) град је у америчкој савезној држави Тексас. По попису становништва из 2010. у њему је живело 7.341 становника.

## Демографија
Према попису становништва из 2010. у граду је живело 7.341 становника, што је 3.056 (71,3%) становника више него 2000. године.
| Група             | 2000.         | 2010.         |
| Белци             | 2.869 (67,0%) | 4.391 (59,8%) |
| Афроамериканци    | 96 (2,2%)     | 198 (2,7%)    |
| Азијати           | 97 (2,3%)     | 297 (4,0%)    |
| Хиспаноамериканци | 1.135 (26,5%) | 2.334 (31,8%) |
| Укупно            | 4.285         | 7.341         |